# Act II
Act II je koncertní DVD finské metalové zpěvačky Tarji Turunen. Vyšlo 27. července 2018 prostřednictvím společnosti earMUSIC. První část obsahuje záznam koncertu v londýnském Metropolis Studio, ta druhá záznam z Theater of the Moon v Miláně. Limitovaná edice má obsahovat také záznamy z vystoupení na festivalech Hellfest a Przystanek Woodstock.

## Seznam skladeb
Metropolis Studios
1. No Bitter End
2. Eagle Eye
3. Sing for Me
4. Love to Hate
5. The Living End
6. Medusa
7. Calling from the Wild
8. Victim of Ritual
9. Die Alive
10. Innocence
11. Until My Last Breath
12. Too Many

Theater of the Moon
1. Against the Odds
2. No Bitter End
3. 500 Letters
4. Eagle Eye
5. Demons in You
6. Lucid Dreamer
7. Shameless
8. The Living End
9. Calling From The Wild
10. Supremacy
11. Tutankhamen, Ever Dream, The Riddler
12. Slaying the Dreamer
13. Goldfinger
14. Deliverance

Akustický set
1. Until Silence
2. The Reign
3. Mystique Voyage
4. House of Wax
5. I Walk Alone
6. Love To Hate
7. Victim of Ritual
8. Undertaker
9. Too Many
10. Innocence
11. Die Alive
12. Until My Last Breath